# 11548 Джеррільюїс
11548 Джеррільюїс (11548 Jerrylewis) — астероїд головного поясу, відкритий 25 листопада 1992 року.
Тіссеранів параметр щодо Юпітера — 3,336.